# قناة جادارا
قناة جادارا، والتي تسمى أيضًا قناة فرعون (مجرى فرعون)، كانت قناة مائية رومانية لإمداد بعض مدن ديكابوليس. امتدت من أدراها (المعروفة اليوم باسم درعا في سوريا)، أبيلا (ديبوليس) في وادي قويلبة في الأردن ومدينة جادارا (أم قيس الحديثة في الأردن). للقناة أطول نفق معروف في العصر الكلاسيكي.

كان هناك قسم واحد من أكثر من 106 كيلومترات (66 ميل)، تم بناؤه بتقنية القنوات. وفي هذه الحالة الخاصة، كانت جميع الأعمدة تقريبًا مائلة قطرها بين 45 و60 درجة، مع وجود سلالم إلى قناة المياه الحقيقية داخل الجبل. سار الخط على منحدرات شديدة الانحدار وتم جمع المياه من مصادرعديدة في جميع أنحاء المنطقة.

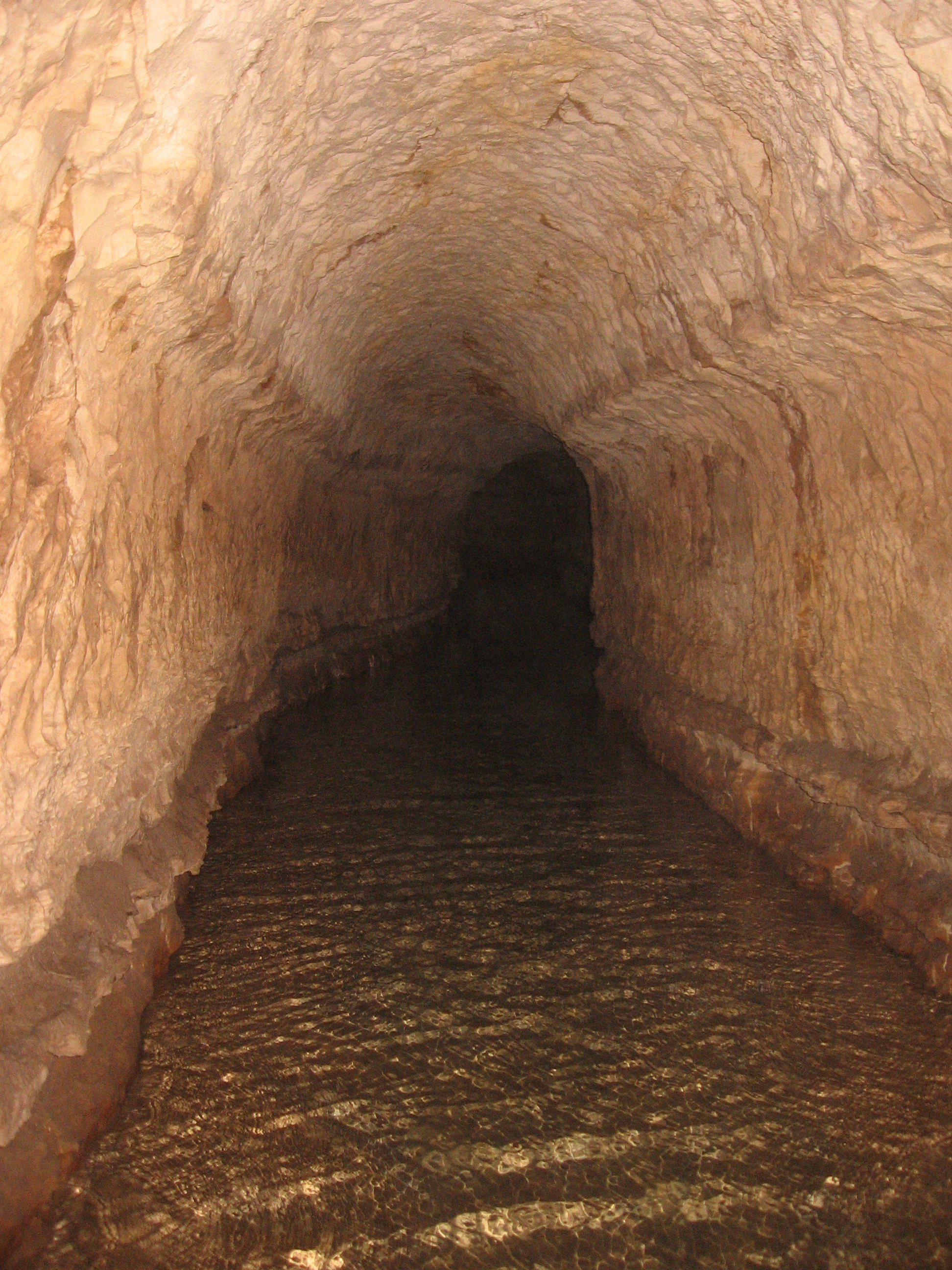
جزء من قناة جادارا

هناك تدرجات من 0.3 متر لكل ميل (0.2 م / كم ؛ 1.0 قدم / ميل) لقسم النفق. تبدأ القناة من سد روماني في ديلي. من هناك، يعبر هذا الجزء من خط المجاري المائية العديد من الوديان عبر جسور بارتفاع 5 إلى 10 أمتار (15 - 35 قدمًا). خلال العقود القليلة الماضية، تم هدم أكثر من ثلاثة كيلومترات (2 ميل) من الهياكل الفرعية المتبقية في السهول الواقعة بين ديلي ودرعا بالقرب من الحدود الأردنية.
كان شرق عدرا جسراً بطول 35 متراً. يمكن العثور على بقايا الجسر الآن على أرض سد السعد الجديد الواقع في الضواحي الشرقية لمدينة درعا. بعد نقطة التقاطع مع قناة جانبية من بحيرة المسيب، تبدأ قناة تحت الأرض. بالقرب من جادارا (أم قيس)، تم العثور على ثلاثة شبكات مياه مختلفة. الأولى والثانية تم بناؤهن بتقنية القنوات والثالثة تم بناؤها كقناة على طول الشارع. من المعتقد أنه تم استخدام الأنظمة الثلاثة، ولكن في فترة مختلفة.